# 양영준
양영준(梁泳駿, 1940년 12월 20일 ~ )은 대한민국의 배우이다.

## 주요 이력
- 1958년 북아메리카 미국으로 이민 하고 미국 로스엔젤레스 연극배우 데뷔 1959년 연극배우 첫 데뷔 1년후 1960년 뮤지컬배우 데뷔 하여 1년후 1961년 KBS 한국방송공사 공채 1기 탤런트에 첫 데뷔하였다.

## 출연작

### 텔레비전 드라마
- 《대한국인》(1979년, KBS)
- 《파천무》(1980년, KBS)
- 《풍운》(1982년, KBS1)
- 《그 여름의 이틀》(1982년, KBS1)
- 《전우》(1983년, KBS2)
- 《가시고기》(1985년, KBS1)
- 《오성장군 김홍일》(1985년, KBS1)
- 《사로잡힌 영혼》(1988년, KBS1)
- 《한씨 연대기》(1988년, KBS1)
- 《심청전》(1988년, KBS1)
- 《지리산》(1989년, KBS1)
- 《무풍지대》(1989년, KBS2)
- 《역사는 흐른다》(1989년~1990년, KBS1)
- 《파천무》(1990년, KBS2)
- 《TV 손자병법》(1990년, KBS2)
- 《여명의 그날》(1990년, KBS1)
- 《왕도》(1991년, KBS1)
- 《아스팔트 내 고향》(1991년, KBS2)
- 《고래의 꿈》(1991년, SBS)
- 《삼국기》(1992년, KBS1) - 고구려 28대 영류제 역
- 《제3공화국》(1993년, MBC)
- 《신 손자병법》(1994년, KBS2)
- 《한명회》(1994년, KBS2) - 신승선 역
- 《역사 앞에서》 (KBS1, 1994년)
- 《딸부잣집》(1994년~1995년, KBS2) - 오인태의 아버지 역
- 《춘향전》(1994년, KBS1)
- 《장녹수》(1995년, KBS2)
- 《장희빈》(1995년, SBS)
- 《목욕탕집 남자들》(1995년, KBS2)
- 《제4공화국》(1995년, MBC) - 민주공화당 국회의원 박종규 역
- 《찬란한 여명》(1995년, KBS1) - 이경재 역
- 《조광조》(1996년, KBS2)
- 《안중근》(1996년, SBS)
- 《왕과 비》(1998년, KBS1) - 신미대사 역
- 《태조 왕건》(2000년, KBS1) - 박효렴 역
- 《천둥소리》(2000년, KBS1) - 대전내관 역
- 《여인천하》(2001년, SBS)
- 《명성황후》(2001년, KBS2) - 정기회 역
- 《무인시대》(2003년, KBS1) - 주지스님 역
- 《왕의 여자》(2003년, SBS)
- 《장길산》(2004년, SBS)
- 《영웅시대》(2004년, SBS)
- 《제5공화국》(2005년, MBC) - 신민당 총재 이민우 역
- 《하늘이시여》(2005년, SBS)
- 《서울 1945》(2006년, KBS1) - 해경에게 사형을 선고한 고등군법회의 판사 역
- 《거침없이 하이킥》(2006년, MBC) - 이순재의 친구 신대근 역
- 《땀의 순교자 탁덕 최양업》(2008년, PBC)
- 《솔약국집 아들들》(2009년, KBS2) - 조미란의 아버지 역
- 《보석비빔밥》(2009년, MBC)
- 《동정부부 요안 루갈다》(2010년, PBC)
- 《이것은 실화다》(2015년, TV조선)

### 영화
- 《시비시비》(1989년)
- 《반쪽아이들》(1990년)
- 《첫날밤에 내린 비》(1991년)
- 《타악기의 계절》(1992년)
- 《상사부일체》(2007년)